# Tomáš Tujvel
Tomáš Tujvel (Nyitra, Csehszlovákia, 1983. szeptember 19. –) szlovák - magyar kettős állampolgárságú labdarúgó, a Budapest Honvéd kapusa.

## Pályafutása
Pályafutását a Nitra csapatában kezdte el, ahol húsz első osztályú bajnokit játszott 2009-es távozásáig.
2009 nyarán három évre szerződött a Videoton csapatához. A magyar élvonalban 2010. május 23-án lépett pályára először, a Győri ETO ellen. A 2010–11-es szezonban, az előzőhöz hasonlóan második számú kapusként szerepelt, ezúttal azonban négy találkozón lépett pályára. Tagja volt a székesfehérváriak első bajnokcsapatának.
A 2011–12-es szezonban a Bajnokok ligája selejtezőjében kezdőként kapott szerepet a Sturm Graz elleni párharc mérkőzésein.
A 2014–15-ös idényt a Kecskeméti TE csapatában töltötte, hol a bajnokság összes mérkőzésén ő állt a kapuban. A következő szezonban a szlovák első osztályban szereplő FC DAC kapusa volt.
2016 nyarán a Mezőkövesd igazolta le.
2018 januárjában újból a Videoton játékosa lett. A 2017-2018-as bajnokságban négy találkozón védett a bajnoki címet szerző Videotonban, a 2018-2019-es szezonban az Európa-liga csoportkörében is szerepelt a csapattal. 2019 nyarán a Budapest Honvéd szerződtette.
2020 januárjában megkapta a magyar állampolgárságot. Állampolgári esküjét Kispesten tette le.

## Sikerei, díjai
Videoton
- Magyar bajnok: 2010–11, 2017–18
- Magyar bajnoki ezüstérmes: 2009–10
- Szuperkupa-győztes: 2011
- Magyar Kupa-győztes: 2018–19

 Budapest Honvéd
- Magyar Kupa-győztes: 2019–20